# 43993 Маріола
43993 Маріола (43993 Mariola) — астероїд головного поясу, відкритий 26 липня 1997 року.
Тіссеранів параметр щодо Юпітера — 3,285.